# Битва при Басвайлере
Би́тва при Басва́йлере (нем. Schlacht bei Baesweiler, фр. Bataille de Baesweiler, нидерл. Slag bij Baesweiler) — вооружённый конфликт, произошедший 22 августа 1371 года между герцогствами Юлих и Брабант, а также их союзниками.

## Предыстория
В 1367 и 1369 годах на территории герцогства Юлих происходили вооружённые нападения, совершаемые наёмниками, на торговцев из герцогства Брабант, что едва не привело к войне между герцогствами.
Вильгельм II, герцог Юлиха, отказался платить денежное возмещение Венцелю I — герцогу Брабанта и Люксембурга и, кроме того, даже нанял некоторых наёмников, совершавших нападения.
Вильгельм обратился за помощью к своему шурину, герцогу Гелдерна и графу Цютфена — Эдуарду; Венцель же попросил помощи у Гильома I Богатого, маркграфа Намюра, и у Ги I де Люксембург-Линьи — графа Линьи и де Сен-Поль.
Общие силы Вильгельма и Эдуарда составляли 1600 человек, а Венцеля, Гильома и Ги — около 2500 (кроме того, у каждой стороны было небольшое ополчение).

## Битва
20 августа Венцель сосредоточил свою армию у города Маастрихт, расположенного на границе между Брабантом и Юлихом, и в этот же день повёл её на столицу владения Вильгельма — Юлих.
Брабантские войска продвигались медленно, останавливаясь и грабя жителей по пути, и к 21 августа они вышли к городу Басвайлер, севернее города Ахен.
22 августа армия Венцеля сразилась с войсками Вильгельма и потерпела поражение. Итог битвы объясняется двумя различными версиями: по одной из них, войска Вильгельма атаковали Венцеля в то время, когда солдаты последнего были на мессе; по другой, брабантская армия одерживала победу до того, как Эдуард не пришёл на помощь Вильгельму с подкреплением, которое, возможно, находилось в засаде.
Венцель попал в плен к Вильгельму, Ги был убит.
Эдуард умер от стрелы, попавшей ему в глаз. Предположительно, её выпустил солдат из его армии, враждебно настроенный по отношению к Эдуарду. Тот умер через два дня после битвы.

## Причины
Жан Фруассар рассматривает данное сражение как часть Столетней войны. Формальным поводом для нападения были как раз-таки ограбления торговцев, однако в 1368 году уже стало очевидно, что грядёт новая война между Королевством Англия и Королевством Франция. Герцогства Юлих и Гелдерн (а также графство Цютфен) были на стороне Англии, тогда как герцогство Брабант, несмотря на объявленный нейтралитет, склонялось во французскую сторону, что стало действительной причиной битвы.

## Последствия
Поражение в битве стало концом для экспансии, проводимой Венцелем, так как тот был взят в плен, потерял значительное количество средств и имел большие долги. Все эти факторы ослабили его положение в Брабанте.
Править герцогством Гелдерн и графством Цютфен стал брат убитого в бою Эдуарда — Райнальд III Толстый —, однако он умер через несколько месяцев из-за болезни. В виду отсутствия потомков у братьев, титул герцога Гелдерна Вильгельм передал своему сыну — Вильгельму VII Юлихскому, правившему под именем Вильгельм I.